# Sukakarsa
Sukakarsa is een bestuurslaag in het regentschap Tasikmalaya van de provincie West-Java, Indonesië. Sukakarsa telt 5768 inwoners (volkstelling 2010).